# Devil May Cry 5
Devil May Cry 5 es un videojuego de acción y aventura hack and slash desarrollado y publicado por Capcom. El videojuego es la sexta entrega en general y la quinta entrega principal de la serie Devil May Cry. La trama sigue a los protagonistas Nero y Dante, quienes regresan tras ser contratados por un misterioso desconocido llamado V para detener al Rey Demonio Urizen. Los jugadores controlan a Nero, Dante y V, cada uno con un estilo de juego diferente.
Devil May Cry 5 fue dirigido por Hideaki Itsuno, cuyo objetivo era que esta entrega fuera su mejor obra. Su objetivo era equilibrar el juego tanto para los nuevos jugadores como para los que regresaban, ofreciendo diversas dificultades y desafíos. Capcom también quería un diseño más realista inspirado en el motor gráfico RE Engine utilizado en su anterior trabajo, Resident Evil 7: Biohazard. Por ello, se utilizaron personas reales para crear los rostros de los personajes. La trama fue escrita por Bingo Morihashi, quien regresaba al juego, y la ambientación se basó en varios lugares de Londres. Varios compositores colaboraron para producir el audio del juego, creando tres temas principales centrados en los personajes jugables.
Devil May Cry 5 se lanzó para PlayStation 4, Windows y Xbox One el 8 de marzo de 2019. El juego recibió críticas positivas, que elogiaron la jugabilidad, especialmente la variedad de técnicas de los tres personajes, así como el manejo de la narrativa. Ganó varios premios y vendió más de dos millones de unidades en menos de dos semanas tras su lanzamiento, cifra que aumentó a 9,9 millones de unidades en diciembre de 2024, convirtiéndose en el juego más vendido de la franquicia. También se han publicado una novela ligera y un manga relacionados con el juego. En noviembre de 2020 se lanzó una versión ampliada llamada Devil May Cry 5: Special Edition para Xbox Series X/S y PlayStation 5, con la incorporación de Vergil como personaje jugable. Para los jugadores de PlayStation 4, Windows y Xbox One, Vergil se lanzó como contenido descargable de pago. Se lanzó un puerto de Amazon Luna el 9 de diciembre de 2021.

## Jugabilidad
Devil May Cry 5 presenta una jugabilidad similar a los otros títulos de la serie Devil May Cry, centrándose en la "acción" a un ritmo elevado donde se destaca el estilo y la espectacularidad de los combates. El jugador lucha contra hordas de demonios con una variedad de ataques a distancia y armas cuerpo a cuerpo para recibir una calificación de estilo en combate basada en una serie de factores, como la variedad de movimientos, la duración de un combo y los ataques esquivados. Nero vuelve a usar su espada Red Queen, su revólver de doble cañón Blue Rose y, en sustitución de su brazo demoníaco, los Devil Breakers, unos nuevos brazos robóticos que varían en funcionalidad y ataques, como pueden ser electrocutar o detener el tiempo para congelar a un enemigo en su lugar. Se ha confirmado que el juego contará con el regreso de Dante y Nero como personajes jugables junto a un nuevo personaje, llamado "V". La música en el juego cambiará según el rendimiento del jugador en el combate.
Nero está equipado con su espada Red Queen, su revólver de doble cañón la Blue Rose y una variedad de nuevos brazos robóticos llamados Devil Breakers, con una variedad de funciones como agarrar enemigos a distancia o detener el tiempo para congelar a un enemigo en su lugar. Junto con su espada de la firma Rebellion y la espada demoníaca de Sparda, Dante fue mostrado usando dos nuevas armas diabólicas, un par de armas tipo buzzsaw que se combinan en una motocicleta llamada Cavaliere, y un conjunto de guantes y botas de fuego llamados Balrog. Además, Dante también utilizará a Cerbero, introducido en Devil May Cry 3. El tercer personaje jugable, V, se muestra empuñando un bastón y un libro. Durante una entrevista, Capcom decidió no revelar cómo eran exactamente las peleas de V aún, aunque se han burlado de que el combate de V sería completamente diferente al de Nero y Dante. En el tráiler de Game Awards 2018, se revela que V usa tres demonios basados en enemigos del primer videojuego para pelear, que incluye a Griffon, un águila que usa ataques de rayos a distancia, Shadow, una pantera que forma cuchillas, picos y portales fuera de su cuerpo, y Nightmare, un gran golem en el que V entra en un estado Devil Trigger, que convierte su cabello en blanco, para convocar, que usa una combinación de ataques cuerpo a cuerpo y rayos láser.
El apartado visual del videojuego ha sido desarrollado usando el motor de juego de Capcom, el RE Engine (Motor RE), utilizado principalmente para la entrega de la saga de videojuegos de Resident Evil, el Resident Evil 7.

## Trama

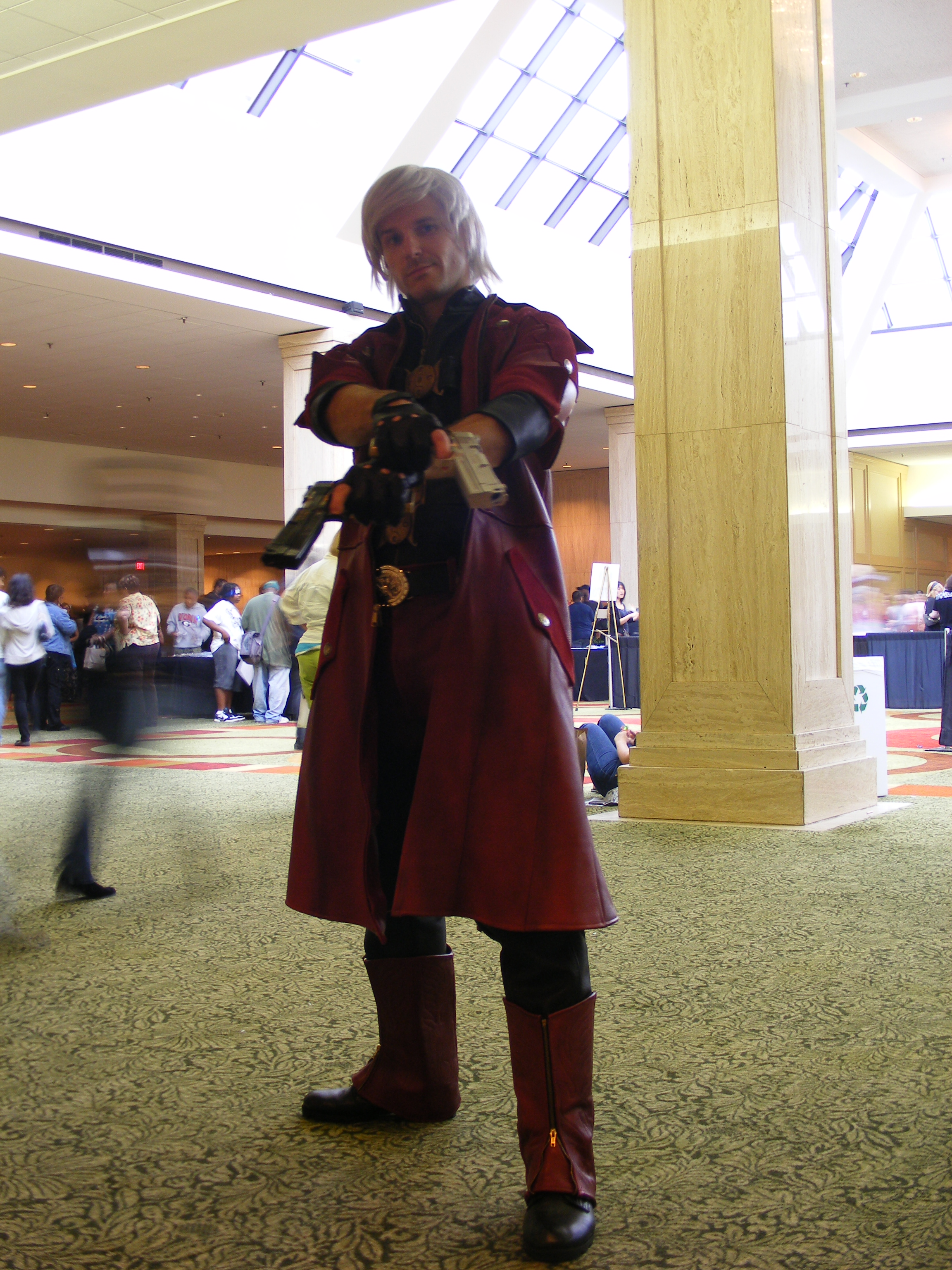
Se ha confirmado que Dante será uno de los personajes jugables de Devil May Cry 5

Los acontecimientos de Devil May Cry 5 se llevan a cabo cronológicamente después de Devil May Cry 4, presentando a un Dante y Nero notablemente mayores. Se muestra que Nero ahora está trabajando al estilo de la agencia de Dante llamada "Devil May Cry", y tiene su brazo demoníaco, Devil Bringer, cortado por un asaltante desconocido. Él recibe una prótesis robótica de Nico, una artesana experta, y nieta de la mujer que creó las icónicas pistolas de Dante: Ebony & Ivory. Nero jura venganza contra el hombre que le cortó el brazo.
El director Itsuno explicó que la historia tiene lugar varios años después del cuarto título porque Nero ha establecido su propia agencia de cacería de demonios basada en una camioneta adornada con un letrero de neón "Devil May Cry", que le dio Dante. Nero tiene un nuevo brazo robótico llamado "Devil Breaker", que fue creado por Nico.

### Argumento
La historia tiene lugar cinco años después de los eventos de Devil May Cry 4. Nero creó su propia agencia de caza de demonios con una furgoneta adornada con un letrero de neón "Devil May Cry" que Dante le dio con el apoyo de Kyrie y su ingeniero Nico. Pero el 30 de abril, Nero se encuentra con un demonio moribundo que se arranca el brazo de Devil Bringer y usa el Devil Arm Yamato para abrir un portal para escapar. Unos días después, un hombre conocido como "V" viene a la oficina de Devil May Cry para contratar a Dante, Lady y Trish para matar a un cierto demonio que regresa. El grupo llega a Red Grave City el 16 de mayo, cruzando caminos con Nero ya que comparten el mismo objetivo: un demonio llamado Urizen que plantó un árbol demoníaco llamado Qliphoth en la ciudad, que está matando gente por su sangre. El grupo reunido intenta atacar a Urizen juntos, pero el demonio los domina a todos con Dante haciendo que V tome a Nero a salvo. Con su espada Rebellion rota por Urizen, Dante se ve obligado a usar la Espada del Diablo, pero finalmente es derrotado y expulsado del Qliphoth. Urizen luego captura a Lady y Trish, convirtiéndolas en núcleos para los demonios Artemisa y Cavaliere Angelo.
Un mes después, el 15 de junio, Nero regresa a la tumba roja después de haber sido equipado con el brazo protésico "Devil Breaker" que Nico hizo para él. Nero se encuentra con V después de vencer al demonio Goliat, que busca a Qliphoth por su fruto, nacido de sangre humana condensada, lo que hace que quien lo consume sea el rey del inframundo. Mientras los dos destruyen las raíces de Qliphoth mientras buscan a Dante, Nero derrota a Artemis para rescatar a Lady mientras V mata al demonio-parásito Nidhogg, liberando accidentalmente la construcción de la raíz Gilgamesh que luego persigue a Nero. V se reincorpora a Nero después de saber que otro demonio llamado Malphas también busca la fruta de Qliphoth mientras busca a la Sparda por temor a que los descendientes de su homónimo la adquieran. V se separa para encontrar a la Sparda primero y la descubre junto con un Dante en hibernación, cuya presencia estaba siendo escondida por la espada. Sin embargo, V casi apuñala a Dante y dice que si él nunca existió, pero falla y le dice a Dante que era la única forma de despertarlo.
Después de que Dante se entera de lo que ocurrió durante su siesta de un mes, lucha en su camino hacia Urizen y libera a Trish de Cavaliere Angelo en el camino. V le revela a Trish que Urizen es en realidad el lado demoníaco del hermano de Dante Vergil, quien usó el poder de Yamato para separar sus mitades demoníacas y humanas, la última de las cuales se manifestó como V con su cuerpo ahora en su límite. Dante, habiendo escuchado la historia completa cuando se encuentra por primera vez con V, deduce que el poder de Rebellion es lo opuesto a la capacidad de unir las mitades, mientras viaja el remanente de su hogar de la infancia. Al darse cuenta de por qué su padre le dio Rebelión, Dante se apuñala a sí mismo con la empuñadura de la espada rota para absorber a la Sparda, adquiriendo su forma de Sin Devil Trigger junto con su propia Espada del Diablo Dante. Nero intenta volver a enfrentar a Urizen, pero es superado una vez más, con Dante llegando justo a tiempo para salvarlo. Dante toma la delantera con sus nuevos poderes hasta que Urizen se despide una vez que el Qliphoth comienza a dar fruto. Mientras que Dante está en conflicto al hacer que Nero se una a ellos, una V enfermiza insiste en ello y los tres se separan para encontrar su propio camino hacia Urizen. Dante llega primero y derrota al rey Cerberus antes de enfrentarse a Urizen, habiendo comido ahora la fruta de Qliphoth. Mientras tanto, después de salvar V de Malphas, Nero se entera de la historia de Dante con Vergil. Él y V llegan a Dante justo cuando derrota a Urizen, pero una V moribunda interviene y se fusiona con Urizen antes de que Dante pueda terminar con él, reviviendo a Vergil una vez más.
Dante ataca al recién resucitado Vergil, quien lo vence rápidamente antes de abrir un portal a la parte superior del árbol Qliphoth, y le dice a Dante que se recupere por completo antes de que entren de nuevo. Nero insiste en ir tras Vergil mismo para buscar respuestas para perder su brazo. Pero Dante, sabiendo que era el tío del joven cazador de demonios desde que se conocieron en Fortuna, finalmente le revela a Nero que él es el hijo de Vergil y lo envía para que mantenga sus manos limpias y no mate a su propio padre. Nero, Nico, Lady y Trish escapan de Qliphoth, que se expande lentamente pero, a pesar de que el grupo le pide que no se enfrente a su padre, Nero, enojado y confundido, vuelve a perseguir a Vergil.
Dante se abre camino a través de los familiares ahora independientes de V antes de llegar a Vergil y los hijos de Sparda se involucran en otro duelo, durante el cual Dante le dice a Vergil que Nero es su hijo. Tras una llamada con Kyrie, Nero expresa sus emociones conflictivas por haber encontrado a su familia y no tener la fuerza para salvar al hermano de Kyrie, Credo, hace años. Kyrie convence a Nero de que se adhiera a sus instintos, y el joven cazador de demonios decide salvar a su padre y a su tío de matarse entre ellos. Nero llega justo a tiempo para detener a Dante y Vergil cuando su lucha alcanza su clímax, despertando completamente su Devil Trigger mientras regenera su brazo derecho. Vergil se burla de la resolución pacífica de su hijo cuando decide luchar contra él en su lugar, pero se ve rechazado hasta que acepta a regañadientes.
A medida que el Qliphoth cae, Nero deja Red Grave City junto a Nico mientras elimina a los demonios que se encuentran en el camino. Semanas más tarde, Trish y Lady son contratados para un nuevo trabajo por Morrison, a quien Dante dejó a cargo de su oficina antes de los eventos en Red Grave City. En el inframundo, Dante y Vergil se baten duelo interminablemente, debido a que son iguales y la constante interferencia de los demonios para matarlos, aunque su rivalidad parece ser más amistosa.

## Desarrollo
El juego está dirigido por el veterano de la serie Devil May Cry, Hideaki Itsuno. Se ejecuta en el motor RE, utilizado por primera vez en Resident Evil 7: Biohazard. Itsuno explicó que el equipo de desarrollo apunta a un estilo gráfico "fotorrealista". El juego apuntará a 60 cuadros por segundo en todas las plataformas de lanzamiento específicas. Los desarrolladores escanearon varios modelos para darles un aspecto realista a los personajes e incluso a prendas reales que se crearon en Londres y se escanearon en Serbia. Capcom confirmó que la fecha de lanzamiento será el 8 de marzo de 2019. Una versión de demostración fue jugable en agosto de 2018 en la Gamescom.
En 2013, Itsuno mostró interés en continuar la serie original de Devil May Cry desarrollando una quinta entrega. Originalmente se pensó que la serie podría interrumpirse o terminar para siempre si Devil May Cry 4: Special Edition no fuera un éxito comercial. Sin embargo, en una entrevista con GameSpot, Itsuno confirmó que el futuro de la serie no dependía de Devil May Cry 4: Special Edition y sus ventas. También alivio los temores de que DMC: Devil May Cry y sus ventas no terminó la serie, lo que confirma que Capcom estaba finalmente satisfecha con las cifras de ventas finales de esos videojuegos. A mediados de enero de 2016, Itsuno declaró en Twitter que está trabajando en un proyecto que se encuentra en desarrollo y que aún no se pudo anunciar y, más tarde, en marzo, Reuben Langdon y Johnny Yong Bosch, que habían actuado como voz y captura de movimiento. para Dante y Nero, respectivamente, en Devil May Cry 4, se tomaron fotos con el equipo de captura de movimiento, lo que llevó a la especulación de que un nuevo juego de Devil May Cry está en desarrollo. En respuesta en Twitter sobre cualquier verdad sobre la especulación, Capcom Vancouver declaró que "no es un juego que [ellos] anunciaran que [están] trabajando en [su] estudio". El 17 de mayo de 2018, el nombre de dominio "DevilMayCry5.com" fue registrado por una entidad desconocida en el registro de dominio Onamae de Capcom. Devil May Cry 5 se confirmó en la E3 2018 para un lanzamiento el año siguiente.
El juego se planeó originalmente para ser anunciado en el año 2017. Sin embargo, las ideas para anunciarlo junto con la nueva versión de Resident Evil 2 llevaron a su cambio. El juego está siendo desarrollado por Capcom Dev Studio 1 y consta de muchos miembros del personal que trabajaron en las entradas de las series Dragon's Dogma y Devil May Cry. El equipo apunta a convertirlo en el mejor juego de acción del período Heisei. Se dejó un mensaje secreto en el primer tráiler para los fanáticos de la serie. Los respectivos actores de Dante y Nero, Reuben Langdon y Johnny Yong Bosch, han expresado su satisfacción por el juego. Contará con multijugador en línea para hasta tres jugadores.
Nico fue creado para ser una heroína contrastante para la novia de Nero, Kyrie, ya que la primera está más acostumbrada a luchar. Al desarrollar las habilidades de Devil Breaker de Nero, Itsuno señaló a Punch Line, lo que involucra a Nero disparándole a su brazo mecánico, y que esto fue hecho para atraer a los adolescentes.
La banda sonora del juego está compuesta por Casey Edwards, Cody Matthew Johnson y Jeff Rona. El 11 de junio de 2018, el tema de batalla de Nero, titulado "Devil Trigger", se lanzó como un sencillo de banda sonora para promocionar el juego. En septiembre de 2018, se lanzó el tema de batalla original de Dante "Subhuman (feat. Suicide Silence )" compuesto por Cody Matthew Johnson e interpretado por Suicide Silence. Sin embargo, Capcom eliminó la canción de la banda sonora después de que surgieran acusaciones de conducta sexual inapropiada en torno al vocalista principal de la banda. Capcom reemplazó a Hermida con el exvocalista de Volumes Michael Barr para ser el nuevo vocalista de la canción. En diciembre del año 2018, se lanzó el tema de batalla original "Crimson Cloud" del nuevo personaje de franquicia V, compuesto por Jeff Rona.
Se anunció que los jugadores que compren la Edición Deluxe del juego recibirán acceso a varias piezas de contenido adicional, como el arma Cavaliere R para Dante, nuevas escenas y opciones de locutor, música de batalla de los primeros cuatro títulos de Devil May Cry y cuatro Devil Breaker Armas para Nero, incluido un Mega Buster basado en Mega Man 11.

### Escenario y reparto
Nico fue creado para ser una heroína contrastante para la novia de Nero, Kyrie, ya que la primera está más acostumbrada a luchar. Al desarrollar las habilidades de la Devil Breaker de Nero, Itsuno señaló que Punch Line, que involucra a Nero disparándole a su brazo mecánico, fue hecho para atraer a los adolescentes.

### Música
La banda sonora del juego está compuesta por Kota Suzuki, Casey Edwards, Cody Matthew Johnson y Jeff Rona.
Los temas de batalla de Nero son "Devil Trigger" y su remix final "Silver Bullet", ambos interpretados por Ali Edwards, el primero lanzado el 11 de junio de 2018 como una banda sonora para promover el videojuego. En septiembre de 2018, se lanzó el tema de batalla de Dante "Subhuman", compuesto por Johnson e interpretado por Suicide Silence. El tema fue originalmente cantado por el vocalista principal de la banda, Eddie Hermida, antes de que fuera reemplazado por el exvocalista de Volumes, Michael Barr, luego de las acusaciones de conducta sexual inapropiada. En diciembre de 2018, se lanzó el tema de batalla original "Crimson Cloud" del nuevo personaje de franquicia V, compuesto por Rona. El último tráiler presenta el tema final del videojuego "Legacy", compuesto por Kota Suzuki y cantado por Ali Edwards. La versión japonesa del juego incluye la canción "MAD QUALIA" de Hyde .

## Recepción
Después de la Tokyo Game Show del año 2018, Devil May Cry 5 ganó el premio "Future Division" de los Japan Game Awards. Ha habido cierta inquietud en la comunidad de jugadores con respecto a la decisión de incluir micropagos opcionales con los que poder comprar orbes rojos, que se usan para mejorar al personaje, aunque esto ya se encontraba en el cuarto juego de la saga. Capcom ha confirmado a los fanáticos que esto de ninguna manera altera el sistema de progresión diseñado para el juego, y es similar al de DMC4: SE.
Devil May Cry 5 recibió "revisiones y críticas generalmente favorables" en todas las plataformas, según la página de reseñas de Metacritic. La narrativa y el concepto del videojuego fue elogiado por IGN Mitchell Saltzman, quien dijo que 'su misteriosa historia mantiene las cosas interesantes en el camino.'